# 보티옥세틴
보티옥세틴 (상품명 트린텔릭스, 브린텔릭스) 은 덴마크 룬드벡과 다케다 약품공업이 합작으로 개발한 다중 기전의 비전형적 항우울제 (세로토닌 변조 및 자극제)이므로, 국내 업체인 명인제약의 '보세틴정'이라는 제네릭 의약품으로 2023년에 허가받은 바 있다.

## 사용
보티옥세틴은 직접적인 세로토닌 수용체 활성 조절을 비롯한 세로토닌 수송체를 억제하는 두 가지 작용 기전을 갖고 있으므로, 불안 장애를 동반한 주요우울장애 치료를 위해 널리 사용되며, 초기용량 및 권장용량은 1일 1회 10 mg이나 환자의 반응에 따라 1일 최대 20 mg까지 증량하거나 최소 5 mg까지 감량할 수 있다.

## 부작용
성기능 장애를 비롯한 체중 증가, 심혈관계 질환을 유발하는 등의 일반적인 부작용 비율이 현저히 낮다. 가장 흔한 부작용으로는 구역감, 구토, 설사, 입마름, 변비, 어지러움이 있다. 높은 농도의 사용이나 다른 약물과 병용 투여시 세로토닌 증후군을 유발할 우려가 있다.

## 약물학적 성질
보티옥세틴의 약리 작용은 아직까지 명확하게 규명되지 않았으나, 세로토닌(5-HT) 수송체 억제, 5-HT3, 5-HT7, 5-HT1D 수용체 길항, 5-HT1B 수용체 부분 효능, 5-HT1A 수용체 효능 작용을 함으로써, 세로토닌뿐만 아니라 노르에피네프린, 도파민, 히스타민, 아세틸콜린, GABA, 글루타메이트 등 다양한 신경전달물질의 농도 변화를 야기시켜 항우울 효과를 나타낸다고 알려져 있다.
보티옥세틴의 pKa 값은 9.1 (± 0.1)와 3.0 (± 0.2)이다.

### 약력학
보티옥세틴은 다중 기전의 세로토닌 변조 및 자극제로, 다음과 같은 약력학적 작용을 한다.
| 표적    | 친화도  | 기능적 활성      | 기능적 활성 | 작용      |
| 표적    | Ki (nM) | IC50 / EC50 (nM) | IA (%)      | 작용      |
| SERT*   | 1.6     | 5.4              | —           | 억제      |
| NET*    | 113     | —                | —           | 억제      |
| 5-HT1A* | 15      | 200              | 96          | 효현      |
| 5-HT1B* | 33      | 120              | 55          | 부분 효현 |
| 5-HT1D* | 54      | 370              | —           | 길항      |
| 5-HT3*  | 3.7     | 12               | —           | 길항      |
| 5-HT7*  | 19      | 450              | —           | 길항      |
| β1      | 46      | —                | —           | —         |

*사람 아형